# Hemifaziale Mikrosomie
Die Hemifaziale Mikrosomie (HFM) (lateinisch für „Kleinwuchs einer Gesichtshälfte“) ist eine sehr seltene, zu den Kraniofazialen Mikrosomien zu zählende angeborene Erkrankung mit den Hauptmerkmalen eines vergrößerten, zurückliegenden oder fehlenden Auges  (Oculi), einer Ohrmuschelfehlbildung mit nicht ausgebildetem Gehörgang (Auriculo), einer einseitigen Wachstumsstörung des Gesichtes, einem zur erkrankten Seite verschobenen Kinn, einseitig höher stehendem Mundwinkel.
Als Synonym wurde mitunter die Bezeichnung Goldenhar-Syndrom verwendet, bei welcher jedoch zusätzlich eine Beteiligung innerer Organe und/oder der Wirbelsäule vorliegt.
Die Datenbank Orphanet fasst die Hemifaziale Mikrosomie jetzt mit dem Goldenhar-Syndrom und dem Moeschler-Clarren-Syndrom zum Okulo-aurikulo-vertebralem Spektrum zusammen.
Synonyme sind: Syndrom des ersten Kiemenbogens; Laterofaziale Mikrosomie; Otomandibuläre Dysostose; Otomandibular syndrome; Okuloaurikulovertebrale Dysplasie; englisch Oculoauriculovertebral Spectrum; Facioauriculovertebral Sequence (FAV Sequence)

## Verbreitung
Die Häufigkeit wird auf 1 zu 5'600 geschätzt, für den häufig als Synonym benutzten Überbegriff „Kraniofaziale Mikrosomie“ wird das Vorkommen auf zwischen 1:5600 und 1:26.550 Neugeborene geschätzt. Die Vererbung erfolgt autosomal-dominant.

## Ursache
Der Erkrankung liegen vermutlich Mutationen im Chromosom 14 am Genort q32 zugrunde.

## Diagnose
Die Diagnose ergibt sich aus den klinischen Befunden. Eine pränatale Verdachtsdiagnose ist mittels Feinultraschall möglich.

## Behandlung
Die operative Behandlung zur Korrektur erfolgt in mehreren, dem Wachstum angepassten Schritten u. a. mit Kallusdistraktion und Genioplastik.
Außer beim bereits genannten Goldenhar-Syndrom findet sich die Hemifaziale Mikrosomie auch als Bestandteil des Moeschler-Clarren-Syndromes (Synonym: Mikrosomie, hemifaziale - radiale Defekte).